# Vòng loại Giải vô địch bóng đá thế giới 2026 – Khu vực châu Phi (Bảng B)
Bảng B của vòng loại Giải vô địch bóng đá thế giới 2026 khu vực châu Phi là một trong chín bảng đấu của CAF cho vòng loại Giải vô địch bóng đá thế giới 2026. Bảng này bao gồm các đội tuyển Senegal, CHDC Congo, Mauritanie, Togo, Sudan và Nam Sudan.
Đội nhất bảng sẽ trực tiếp giành quyền tham dự Giải vô địch bóng đá thế giới 2026, và các đội nhì bảng sẽ có thể giành quyền thi đấu tại vòng play-off để xác định một đội tiến vào vòng play-off liên lục địa.

## Bảng xếp hạng
| VT | Đội            | ST | T | H | B | BT | BB | HS | Đ  | Giành quyền tham dự                |     | Cộng hòa Dân chủ Congo | Sénégal | Sudan | Togo | Nam Sudan | Mauritanie |
| -- | -------------- | -- | - | - | - | -- | -- | -- | -- | ---------------------------------- | --- | ---------------------- | ------- | ----- | ---- | --------- | ---------- |
| 1  | CHDC Congo     | 6  | 4 | 1 | 1 | 7  | 2  | +5 | 13 | Giải vô địch bóng đá thế giới 2026 |     | —                      | T09     | T10   | 1–0  | 1–0       | 2–0        |
| 2  | Sénégal        | 6  | 3 | 3 | 0 | 8  | 1  | +7 | 12 | Có thể giành quyền vào vòng 2      |     | 1–1                    | —       | T09   | 2–0  | 4–0       | T10        |
| 3  | Sudan          | 6  | 3 | 3 | 0 | 8  | 2  | +6 | 12 |                                    |     | 1–0                    | 0–0     | —     | 1–1  | 1–1       | T10        |
| 4  | Togo           | 6  | 0 | 4 | 2 | 4  | 7  | −3 | 4  |                                    | T10 | 0–0                    | T09     | —     | 1–1  | 2–2       |            |
| 5  | Nam Sudan      | 6  | 0 | 3 | 3 | 2  | 10 | −8 | 3  |                                    | T09 | T10                    | 0–3     | T10   | —    | 0–0       |            |
| 6  | Mauritanie (Z) | 6  | 0 | 2 | 4 | 2  | 9  | −7 | 2  |                                    | 0–2 | 0–1                    | 0–2     | T09   | T09  | —         |            |

## Các trận đấu
| CHDC Congo                 | 2–0      | Mauritanie |
| -------------------------- | -------- | ---------- |
| - Wissa 62' - Bongonda 81' | Chi tiết |            |

| Sudan              | 1–1      | Togo         |
| ------------------ | -------- | ------------ |
| - Eisa 17' (ph.đ.) | Chi tiết | - Denkey 43' |

| Sénégal                                             | 4–0      | Nam Sudan |
| --------------------------------------------------- | -------- | --------- |
| - P. Sarr 1' - Mané 5', 56' (ph.đ.) - L. Camara 45' | Chi tiết |           |

| Sudan               | 1–0      | CHDC Congo |
| ------------------- | -------- | ---------- |
| - Pickel 79' (l.n.) | Chi tiết |            |

| Nam Sudan | 0–0      | Mauritanie |
| --------- | -------- | ---------- |
|           | Chi tiết |            |

| Togo | 0–0      | Sénégal |
| ---- | -------- | ------- |
|      | Chi tiết |         |

| Togo        | 1–1      | Nam Sudan           |
| ----------- | -------- | ------------------- |
| - Narey 61' | Chi tiết | - Aholou 68' (l.n.) |

| Mauritanie | 0–2      | Sudan                          |
| ---------- | -------- | ------------------------------ |
|            | Chi tiết | - Teiri 15' - Abeid 29' (l.n.) |

| Sénégal         | 1–1      | CHDC Congo   |
| --------------- | -------- | ------------ |
| - I. Sarr 45+1' | Chi tiết | - Mayele 85' |

| CHDC Congo | 1–0      | Togo |
| ---------- | -------- | ---- |
| - Elia 6'  | Chi tiết |      |

| Mauritanie | 0–1      | Sénégal      |
| ---------- | -------- | ------------ |
|            | Chi tiết | - Diallo 27' |

| Nam Sudan | 0–3      | Sudan                                       |
| --------- | -------- | ------------------------------------------- |
|           | Chi tiết | - Khedr 45+3' - Muzmel 51' - Al Gharbal 78' |

| CHDC Congo | v | Nam Sudan |
| ---------- | - | --------- |
|            |   |           |

| Togo | v | Mauritanie |
| ---- | - | ---------- |
|      |   |            |

| Sudan | v | Sénégal |
| ----- | - | ------- |
|       |   |         |

| Mauritanie | v | CHDC Congo |
| ---------- | - | ---------- |
|            |   |            |

| Sénégal | v | Togo |
| ------- | - | ---- |
|         |   |      |

| Sudan | v | Nam Sudan |
| ----- | - | --------- |
|       |   |           |

| Mauritanie | v | Togo |
| ---------- | - | ---- |
|            |   |      |

| Nam Sudan | v | CHDC Congo |
| --------- | - | ---------- |
|           |   |            |

| Sénégal | v | Sudan |
| ------- | - | ----- |
|         |   |       |

| CHDC Congo | v | Sénégal |
| ---------- | - | ------- |
|            |   |         |

| Mauritanie | v | Nam Sudan |
| ---------- | - | --------- |
|            |   |           |

| Togo | v | Sudan |
| ---- | - | ----- |
|      |   |       |

| Nam Sudan | v | Sénégal |
| --------- | - | ------- |
|           |   |         |

| Togo | v | CHDC Congo |
| ---- | - | ---------- |
|      |   |            |

| Sudan | v | Mauritanie |
| ----- | - | ---------- |
|       |   |            |

| CHDC Congo | v | Sudan |
| ---------- | - | ----- |
|            |   |       |

| Nam Sudan | v | Togo |
| --------- | - | ---- |
|           |   |      |

| Sénégal | v | Mauritanie |
| ------- | - | ---------- |
|         |   |            |

## Cầu thủ ghi bàn
Đang có 31 bàn thắng ghi được trong 18 trận đấu, trung bình 1.72 bàn thắng mỗi trận đấu (tính đến ngày 25 tháng 3 năm 2025).
2 bàn
- Théo Bongonda
- Fiston Mayele
- Mohamed Eisa
- Sadio Mané
- Pape Matar Sarr
- Kévin Denkey

1 bàn
- Meschak Elia
- Charles Pickel
- Yoane Wissa
- Aboubakary Koïta
- Abdallahi Mahmoud
- Omot Sebit
- Mohamed Abdelrahman
- Walieldin Khedr
- Yaser Muzmel
- Seif Teiri
- Lamine Camara
- Habib Diallo
- Ismaïla Sarr
- Thibault Klidjé
- Khaled Narey

1 bàn phản lưới nhà
- Charles Pickel (trong trận gặp Sudan)
- Aly Abeid (trong trận gặp Sudan)
- Roger Aholou (trong trận gặp Nam Sudan)
- Kévin Boma (trong trận gặp Senegal)